# Estación de Au (San Galo)
La estación de Au es una estación ferroviaria de la comuna suiza de Au, en el Cantón de San Galo.

## Historia y ubicación
La estación de Au fue inaugurada en 1858 con la apertura del tramo Rheineck - Sargans de la línea férrea Rorschach - Sargans por parte del Vereinigte Schweizerbahnen (VSB). La compañía VSB pasaría a ser absorbida por los SBB-CFF-FFS en 1902.
La estación se encuentra ubicada en el noreste del núcleo urbano de Au. Cuenta con dos andenes centrales a los que acceden dos vías pasantes, a las que hay que añadir varias vías toperas.
En términos ferroviarios, la estación se sitúa en la línea Rorschach - Sargans. Sus dependencias ferroviarias colaterales son la estación de St. Margrethen hacia Rorschach y la estación de Heerbrugg en dirección Sargans.

## Servicios ferroviarios
Los servicios ferroviarios de esta estación están prestados por SBB-CFF-FFS:

### S-Bahn San Galo
En la estación efectúan parada los trenes de cercanías de una línea de la red S-Bahn San Galo, e inician o finalizan su trayecto los trenes de otra línea de la misma red, por lo que dispone de dos líneas de cercanías.
- S 1 Wil – Gossau – San Galo – Rorschach - St. Margrethen – Altstätten
- S 2 (Wattwil) – Herisau – San Galo – Rorschach - St. Margrethen – Heerbrugg